# Jairan
Khayran al-Amiri ou Khayran (mort en 1028) est le premier roi de la Taïfa d'Almeria, deuxième dirigeant slave de ce territoire. Son règne s'étend de 1014 à 1028. 
D'abord officier saqaliba - minorité slave d'al-Andalus - au sein de l'armée du califat de Cordoue il atteint le grade de général et devient gouverneur d'Almeria puis roi de cette ville en 1014,.

## Biographie
La date de naissance de Khayran n'est pas connue à l'heure actuelle. D'abord officier slave de l'armée d'Almanzor (939-1002), il est également le gouverneur de la ville d'Almería. Il participe à de nombreuses campagnes militaires. Lors du sac de Cordoue par les Berbères, il est cru mort sur le champ de bataille ; il s'avère en réalité être grièvement blessé, ce dernier est évacué en ville, y est soigné et se remet.
Simultanément, un autre général slave nommé Áflah prend le contrôle d'Almería. Khayran rassemble alors une armée et encercle les murs de la ville pendant vingt jours. Lui et ses troupes prennent la médina puis l'Alcazaba d'Almeria et au mois de juillet 1014, il se proclame roi et fait naître en même temps la taïfa, le royaume, d'Almeria.
Jairan est lors de son règne à l'origine de nombreux projets architecturaux. Il améliore la défense de la ville en construisant de nouveaux remparts. Il donne aussi à l'Alcazaba d'Almería ses dimensions actuelles, il fait aussi réaliser deux nouvelles nefs pour la mosquée et fait construire les fortifications de l'Alcazaba.
Il s'implique dans de nombreuses luttes internes et externes, il prend généralement parti pour l'un des divers prétendants au califat de Cordoue. Il effectue aussi des alliances avec l'émir toujibide de Saragosse et le comte de Barcelone. Après presque quinze  ans de règne, fatigué de se battre et d'être en dehors de ce qu'il considère comme sa terre, il retourne finalement à Almería et y meurt au mois de juillet 1028, nommant pour successeur Zuhair.

### Ouvrages
- Pierre Guichard, Al-Andalus, 711-1492 - Une histoire de l'Espagne musulmane, Hachette Paris 2001 ; réed. Fayard, collection Pluriel 2010.  (ISBN 978-2-818-50191-7).